# Diego Calderón Franco
Diego Calderón Franco es un biólogo y ornitólogo colombiano. Estudio en la Universidad de Antioquia y siendo estudiante fue secuestrado en 2004 por las Fuerzas Armadas Revolucionarias de Colombia –FARC-, cuando se encontraba realizando estudios de ornitología en zona selvática del Perijá.
El pajarero es conocido por que ha explorado territorios recónditos de varios países, reportando incluso nuevas especies de aves para Colombia.[cita requerida]
Realizó un trabajo de investigación con el Programa de las Naciones Unidas para el Desarrollo (PNUD)–, Universidad Eafit, Colciencias y otros organismos durante la reincorporación de exguerrilleros de las FARC en el proceso de paz. El proyecto de 50 personas conformado por científicos e investigadores, incluía algunos de sus secuestradores a los que en un acto de perdón y reconciliación los capacitó y convivio durante tres semanas en la expedición Anorí, en las selvas de Antioquia. La expedición encontró 14 especies nuevas para la ciencia; 10 plantas, 2 cucarrones, 1 lagarto, y 1 raro ratón arborícola.
Actualmente está radicado en Medellín, es conferencista en temas de paz, alterna su profesión de biólogo, documentalista y guía internacional de aves en países como Panamá, Honduras, Guyana, Guatemala, Venezuela, Ecuador, México y Brasil, entre otros.